# Dům přírody Slavkovského lesa
Dům přírody Slavkovského lesa je muzeum ve zrekonstruovaném objektu, který je součástí areálu bývalého zámečku Kladská, osady města Mariánské Lázně v okrese Cheb v Karlovarském kraji.

## Expozice
Muzeum obsahuje čtyři části, které představují nejvýznamnější a nejcennější místa na území CHKO Slavkovský les. Tou jsou minerální prameny, rašeliniště, hadce, mokřady a lesy. Domem přírody návštěvníky provází jelen evropský, typický obyvatel zdejších lesů. Dům přírody Slavkovského lesa byl vybudován v roce 2013 ve spolupráci Lesů ČR s Agenturou ochrany přírody a krajiny ČR.
Součástí je trvalá interaktivní expozice o přírodě a krajině chráněného území v interiéru a exteriéru. Expozice využívá audiovisuální technologii firmy Avmedia pro vytváření mimořádné atmosféry i pro simulaci přírodních jevů.
Ve druhém patře se nachází víceúčelový sál s kapacitou 40 osob, kde se v rámci prohlídky promítá 3D film o přírodě Slavkovského lesa.

## Přístup
Příjezd na Kladskou je možný z Pramenů nebo z Mariánských Lázní. Parkování je zdarma pro osobní vozy a autobusy naproti loveckému zámečku Kladská. Přístup do muzea je bezbariérový. Na expozici navazuje 2,3 kilometry dlouhá okružní naučná stezka Kladská.

## Galerie

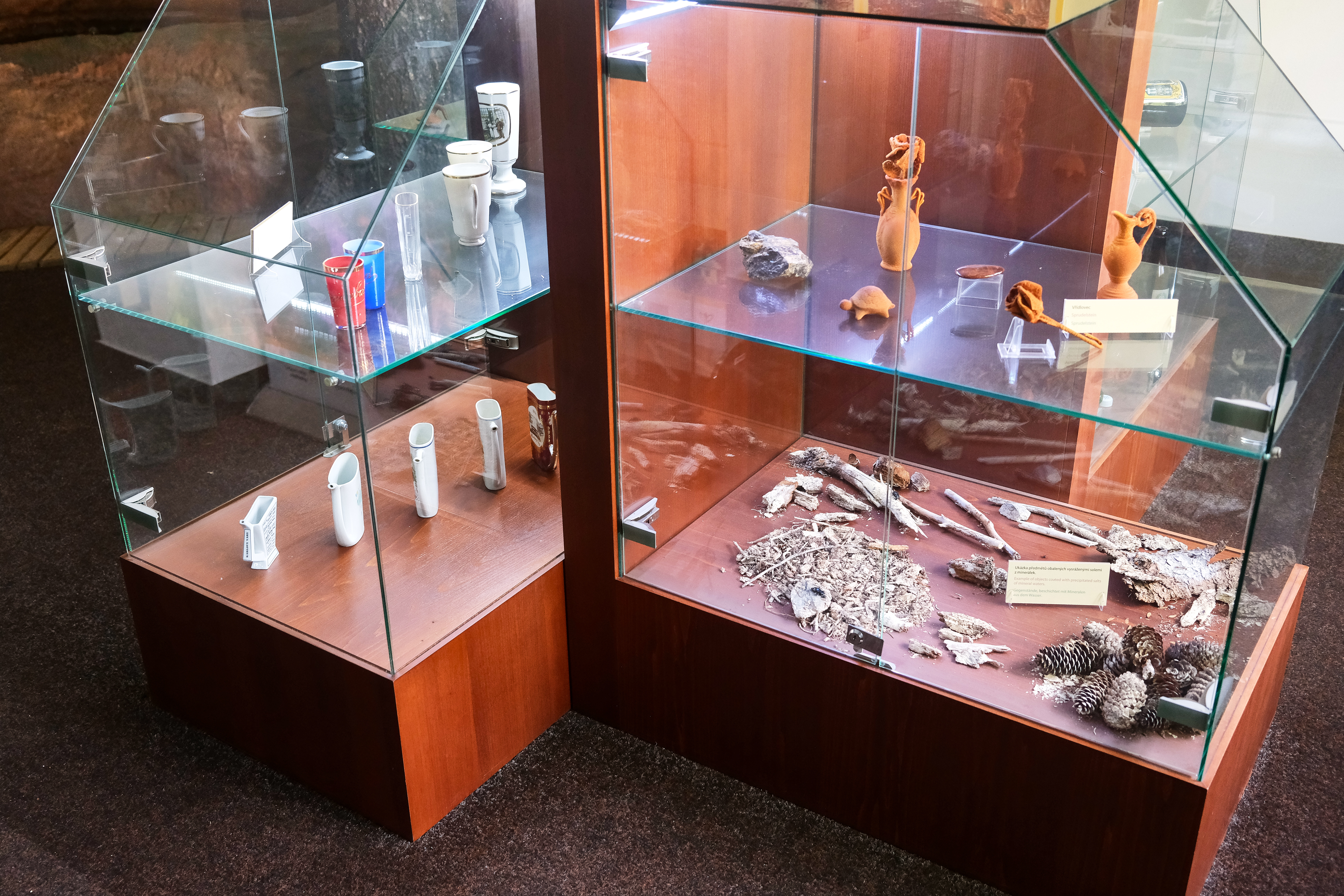
Expozice minerálek
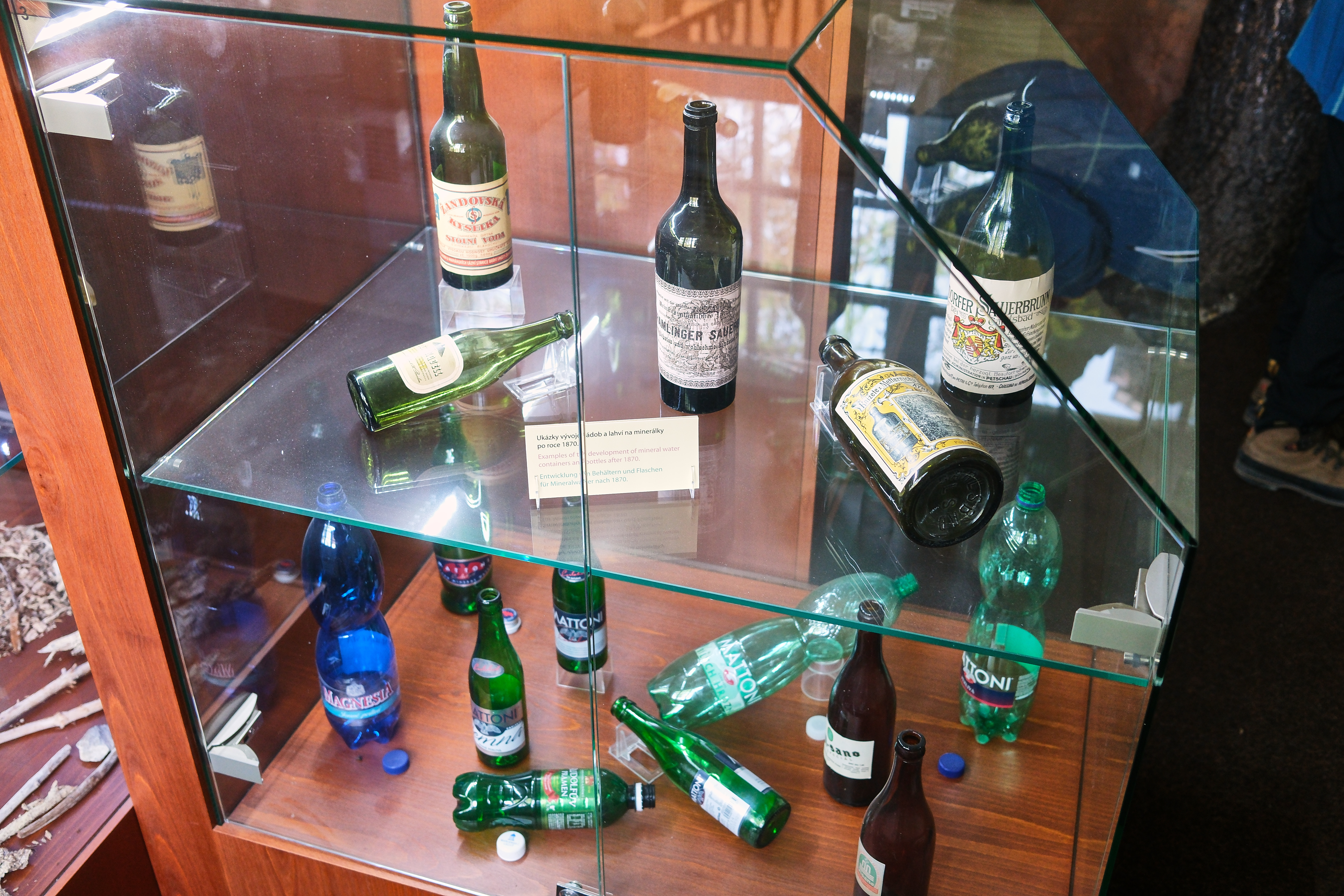
Expozice minerálek
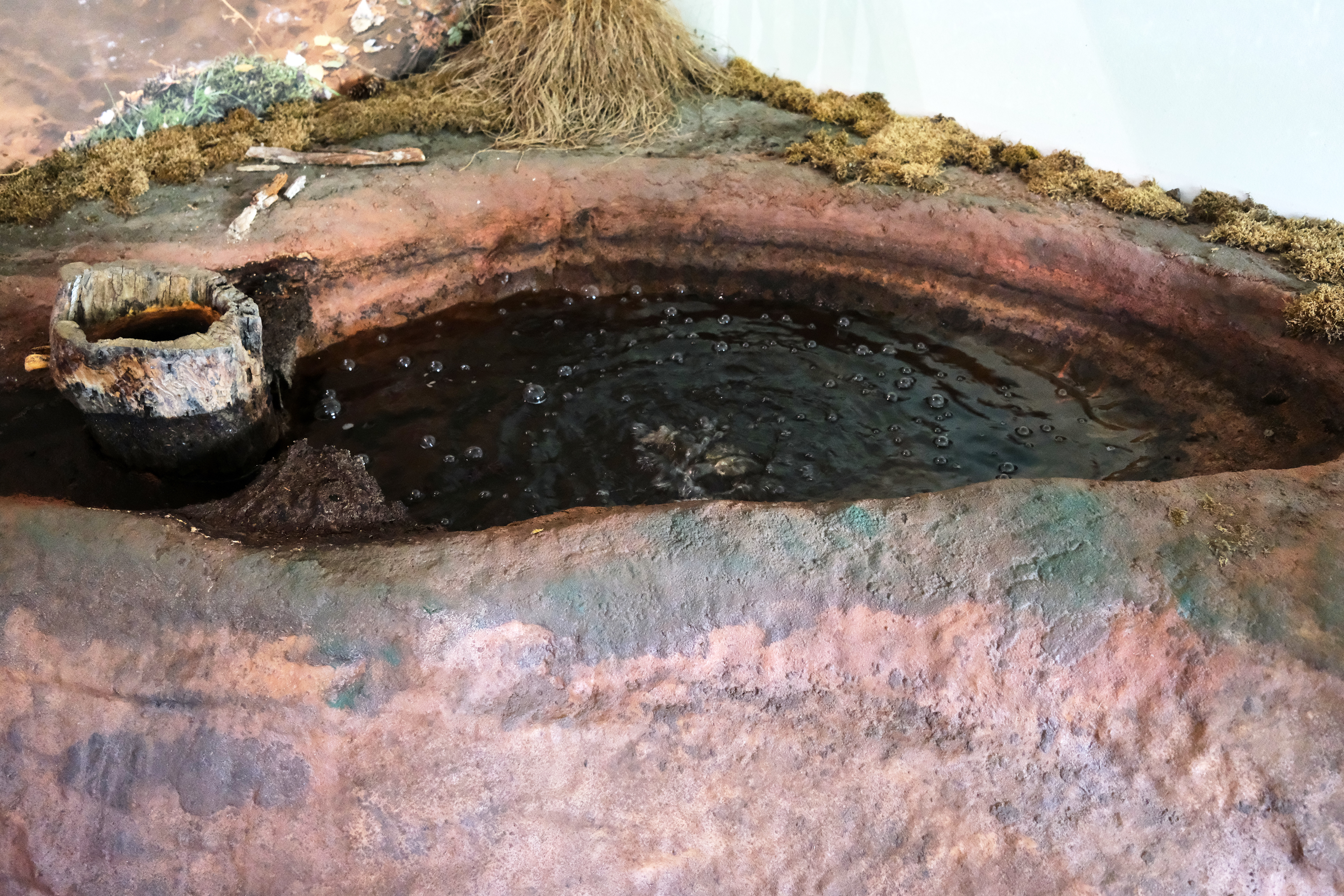
Model mofety
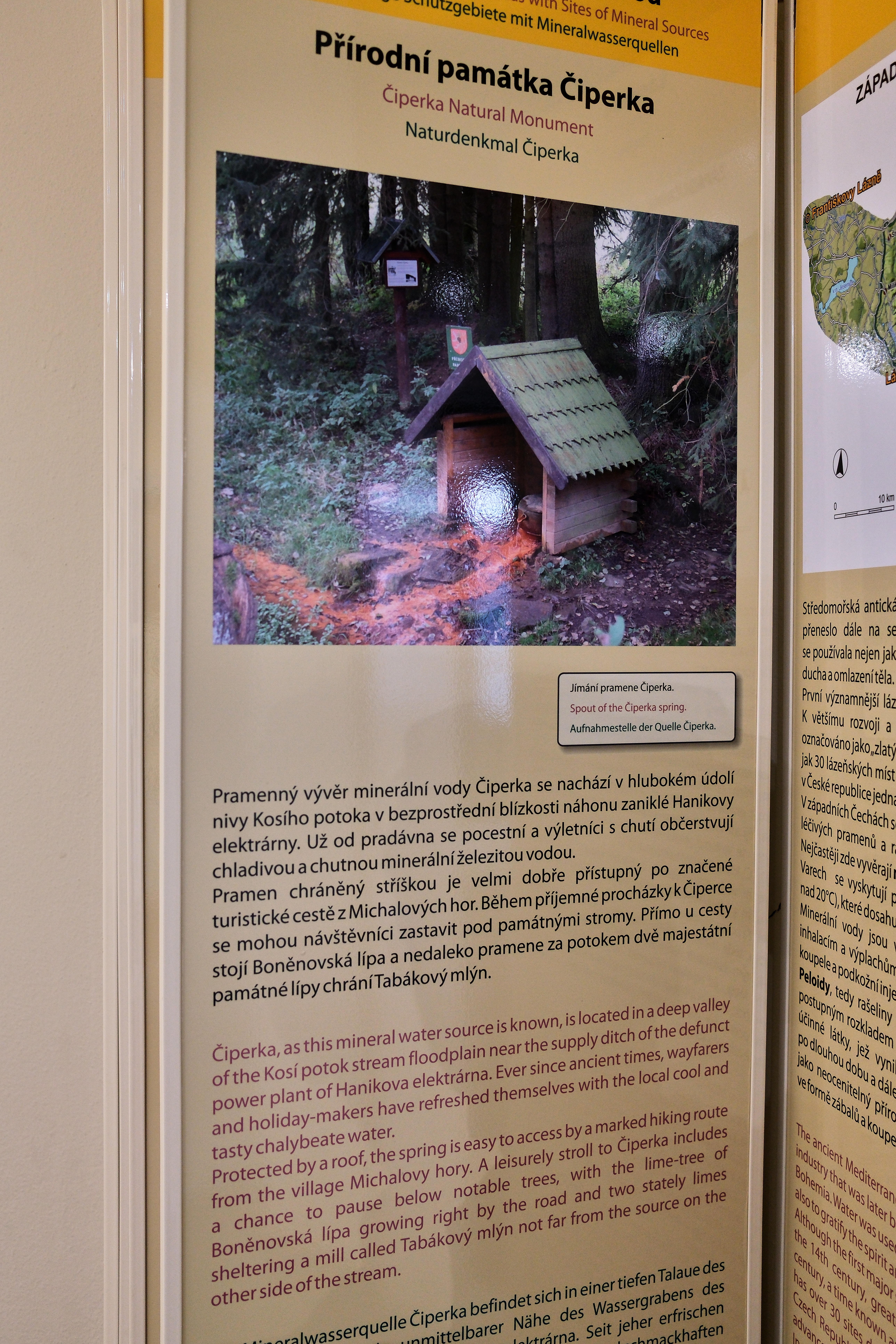
Panel s přírodní památkou Čiperka
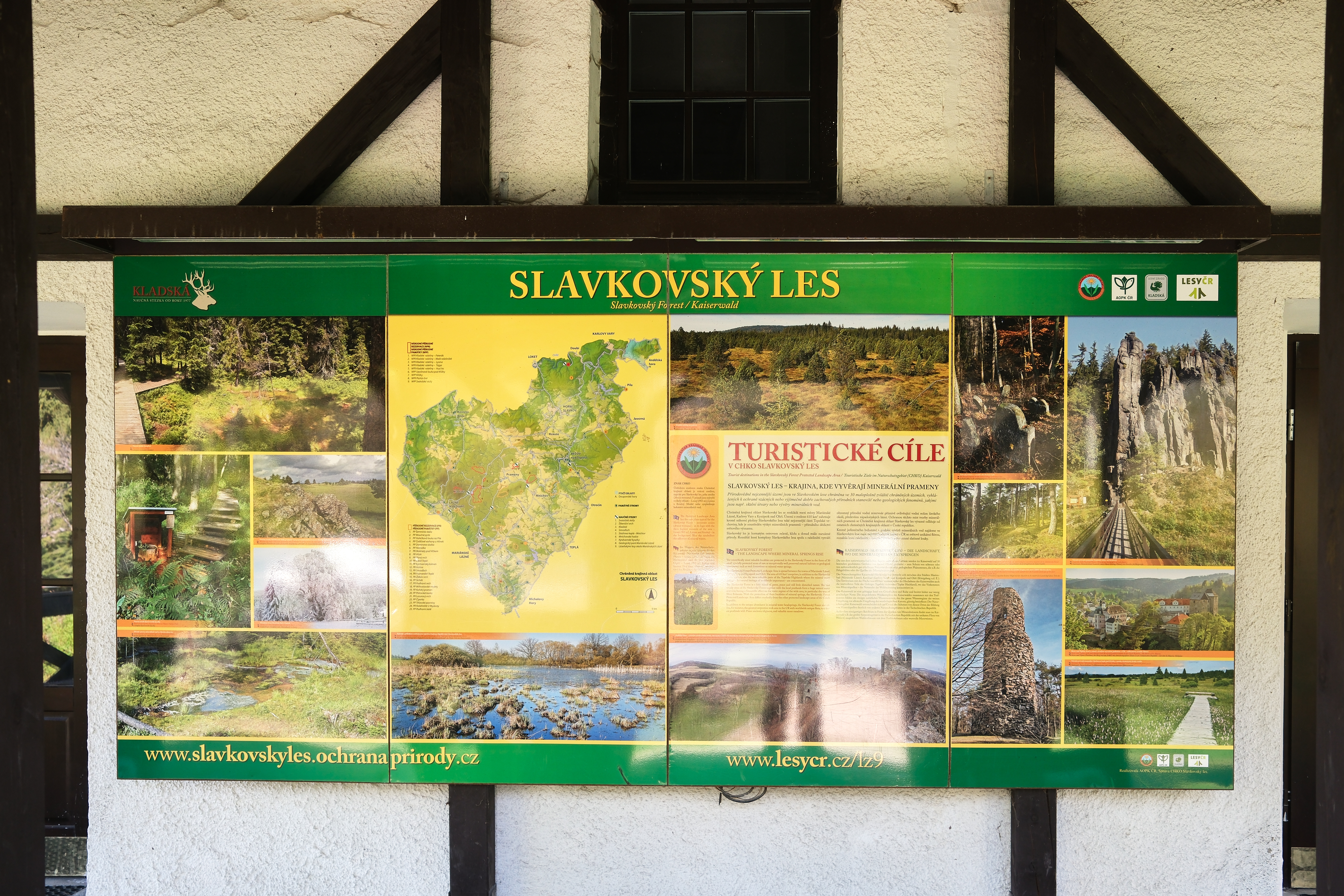
Vstupní panel věnovaný Slavkovskému lesu
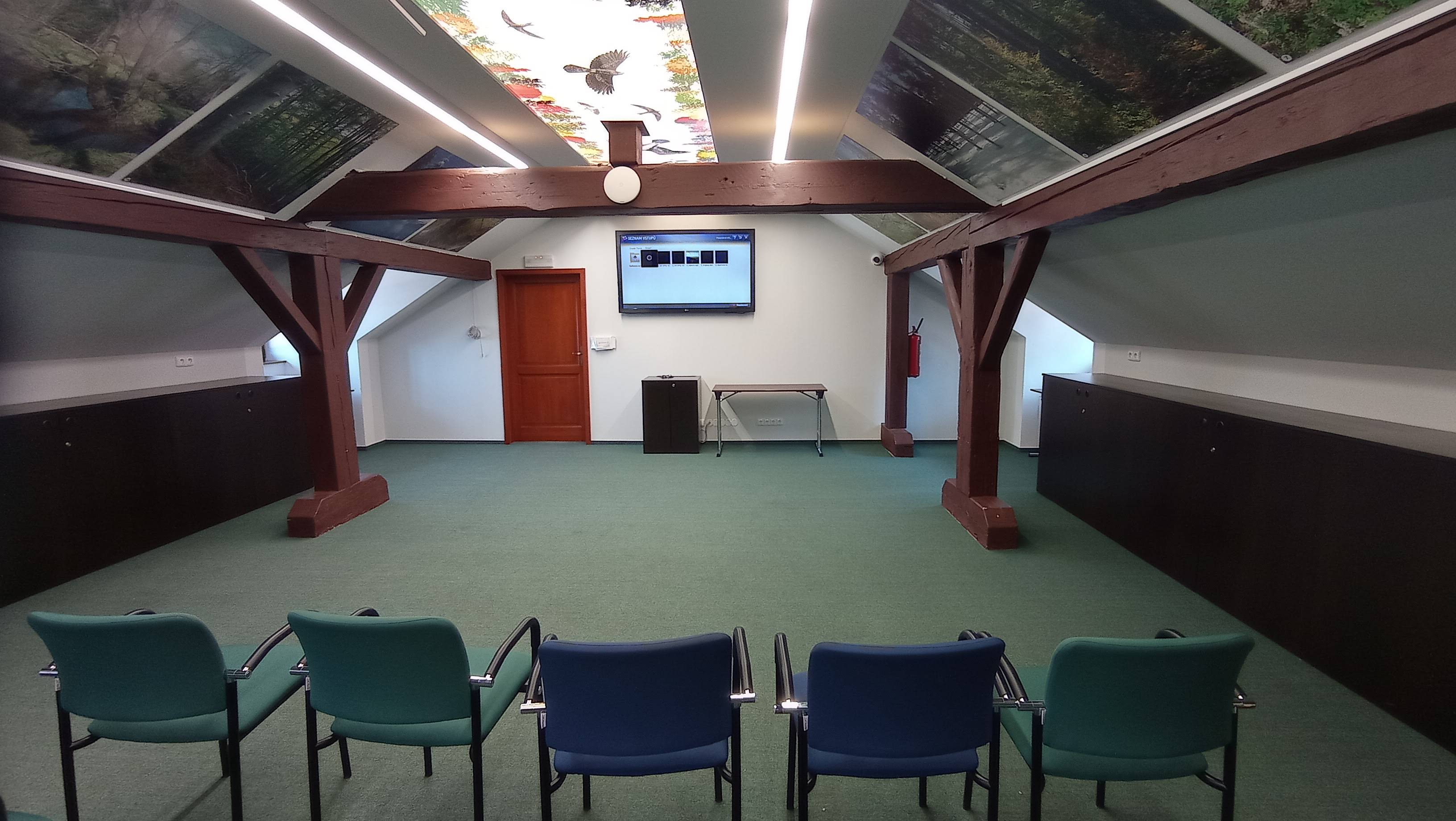
Audiovizuální sál
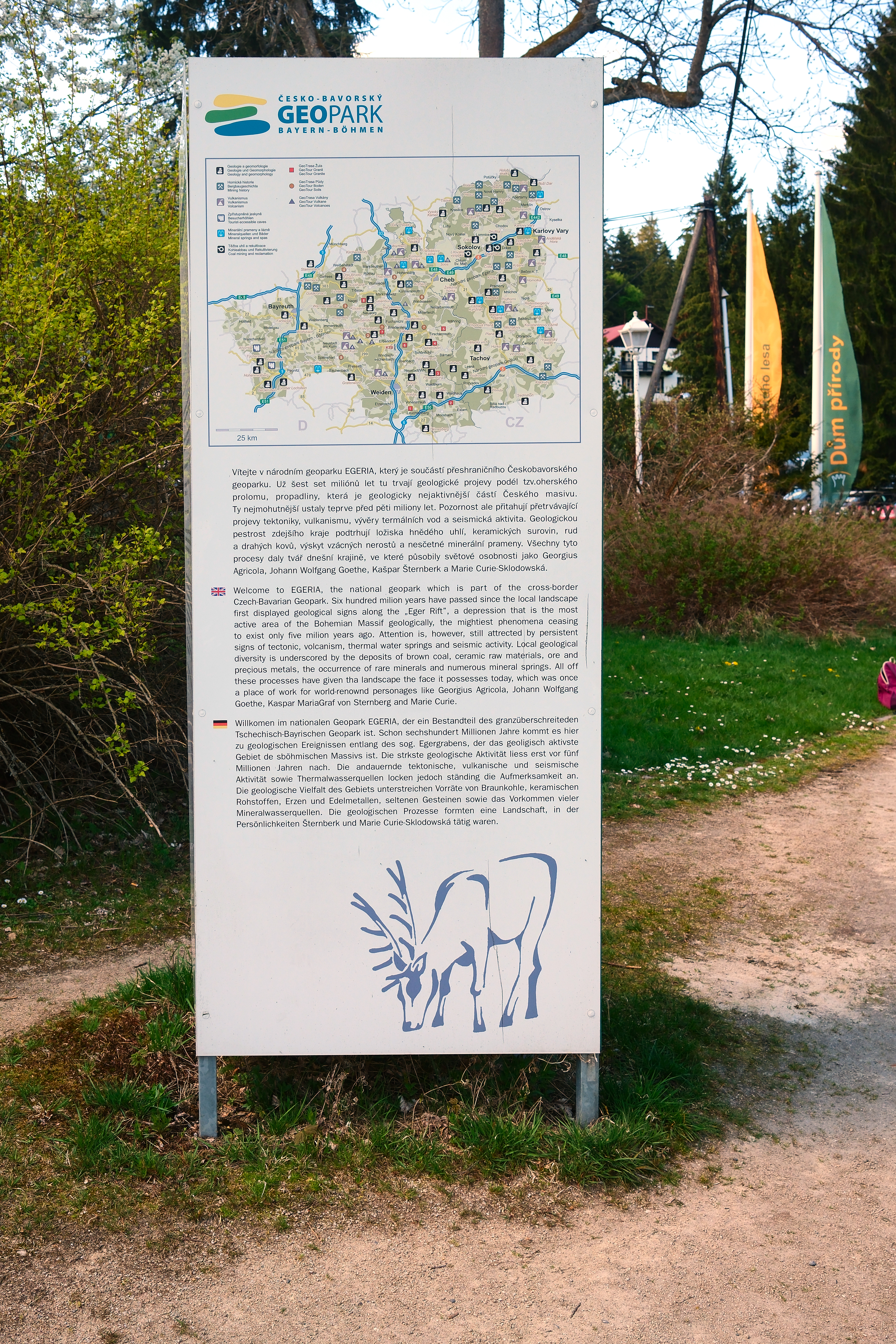
Venkovní panel geoparku Egeria